# 小行星15052
小行星15052（15052 Emileschweitzer）是一颗绕太阳运转的小行星，为主小行星带小行星。该小行星于1998年12月17日发现。

## 轨道参数
小行星15052的轨道半长轴为3.1526109 UA，离心率为0.137。